# Сан Ђорђо Албанезе
Сан Ђорђо Албанезе (итал. San Giorgio Albanese) је насеље у Италији у округу Козенца, региону Калабрија.
Према процени из 2011. у насељу је живело 722 становника. Насеље се налази на надморској висини од 440 м.

## Становништво
Према резултатима пописа становништва 2011. у општини је живело 1.555 становника.
| 1931. | 1936. | 1951. | 1961. | 1971. | 1981. | 1991. | 2001. | 2011. |
| ----- | ----- | ----- | ----- | ----- | ----- | ----- | ----- | ----- |
| 1.445 | 1.651 | 1.993 | 1.954 | 1.897 | 1.815 | 1.785 | 1.709 | 1.555 |

## Партнерски градови
- Crescentino